# Jan-Erik Andersson
Jan-Erik Andersson, född 4 september 1954 i Åbo i Finland, är en finländsk bild- och performancekonstnär.
Jan-Erik Andersson utbildade sig på Åbo Akademi, med examen 1973. Han blev också civilingenjör 1981 och studerade vid Åbo ritskola 1979–1982.
Han disputerade 2008 i konst vid Konstuniversitetets bildakademi i Helsingfors, vari ingick skapandet av helhetskonstverket Life on a Leaf i Hirvensalo i Åbo, en byggnad som han också är bosatt i. Byggnaden är planerad tillsammans med arkitekten Erkki Pitkäranta.
Jan-Erik Andersson är gift med grafiska formgivaren Marjo Malin och makarna har en son. I en tidigare relation med journalisten Siv Skogman har han dottern Li Andersson.

## Verk i urval
- Den surrealistiska majstången, skulptur, 1998, vid Rastisskolan i Nordsjö
- Life on a Leaf, 2009, byggnad/allkonstverk, Hirvensalo i Åbo i Finland (tillsammans med Erkki Pitkäranta)
- Gerbera, 1998, Kiipula trädgårdsmästarskola i Finland (tillsammans med (Erkki Pitkäranta)
- Kumina (Kummin), 1997, ekologisk ladugård i  Östermark i Finland (tillsammans med Erkki Pitkäranta med flera)
- Floden vid berget, 2000, gestaltning av interiörer i Masaby kyrka i Masaby i Finland i samarbete med byggnadens arkitekt Erkki Pitkäranta
- Kungsvägen, gestalning av interiör i kyrkan i Karakallio i Finland
- Jag är, gestaltning av samlingssal för församlingen i Kouvola i Finland (tillsammans med Erkki Pitkäranta)
- Armfelts Svansjön, gestaltning av uppehållsrum i Meritaloskolan i Salo i Finland